# Кенмор (Квинсленд)
Кенмор (енгл. Kenmore) је град у Квинсленду у Аустралији. Према подацима из 2006. године Кенмор има популацију од 8.206 становника.